# 郭嘉 (元朝)
郭嘉（?—?），字元禮，濮陽人，元朝政治人物，為人慷慨、耿直富正義感，自小即胸懷大志，欲為國效力。
祖父郭昂，父亲郭惠，都以战功知名。他仕途平順，泰定三年（1326年），由國子生經科考升登為進士，被元朝政府任命為彰德路林州判官而出仕，先後經歷翰林編修、广东道宣慰使司都元帅府经历、京畿漕運副使、監察御史等職務。朝廷以想在浙东温州路、台州路、庆元路等路设立水军万户，以平定海寇，于是擢升郭嘉为礼部员外郎，乘驿至庆元，与江浙行省商议可否。郭嘉至，先询父老，得知水军万户并不便民，请取消。朝廷择守令绥靖辽东，郭嘉被任命為廣寧路總管，兼诸奥鲁劝农防御。時值遼東地區盜匪猖獗，社會動盪不安，供饷无虚日。百姓苦于转输粮食，胥吏因时得奸。郭嘉设法统计户口，区别百姓的户等。元顺帝下诏招募团结义兵，郭嘉招集民数千，进行操练，设立万夫长、千夫长、百夫长，号令齐一，赏罚分明。故东方诸州，钱粮之富，甲兵之精，以郭嘉为最。
至正十八年（1358年），红巾军攻陷上京，郭嘉亲率义兵出御。既而辽阳陷落，郭嘉将军巡逻，离城十五里，遇青号队伍百余人，开始说自己官军，郭嘉怀疑有诈，不久他们脱青衣变红。郭嘉出马射敌，分兵两队夹攻，生擒数百，死者无计。郭嘉困守廣寧孤城，近無外援。盜匪來犯，郭嘉盡散家財，犒賞守城將士，说：“自我祖宗，有勋王室，今之尽忠，吾分内事也。况身守此土，当生死以之，余不足恤矣。”有敌大呼：“辽阳我得矣，何不出降！”郭嘉挽弓射此人，中其左颊，堕马而死，郭嘉开西门，親臨督戰，矢志奮勇抗敌。未料敌兵勢大，郭嘉終因勢孤力竭，殞於陣中。元朝政府感念其德，封赠郭嘉崇化宣力效忠功臣、资善大夫、河南江北等处行省左丞、上护军，封太原郡公，諡號「忠烈」，為後人奉祀。
郭嘉成为道教傳統中的《六十甲子神》丙子太歲，鼠相，手托葫蘆。又被稱「丙子太歲－郭嘉大將軍」。

## 延伸阅读
[在维基数据编辑]
 《元史·卷194》，出自宋濂《元史》
 《新元史/卷166》，出自柯劭忞《新元史》